# Per-Ola Lindberg
Per-Ola Lindberg (* 24. März 1940 in Kalmar; † 19. Dezember 2022) war ein schwedischer Schwimmer.

## Werdegang
Per-Ola Lindberg ging bei den Olympischen Sommerspielen 1960 in zwei Disziplinen an den Start. Im Wettkampf über 100 m Freistil wurde er Achter und in der 4 × 200-m-Freistilstaffel erreichte er mit Sven-Göran Johansson, Lars-Erik Bengtsson, Bengt Nordwall und Bengt-Olov Almstedtden im Vorlauf den sechsten Platz. Bei den Schwimmeuropameisterschaften 1962 konnte Lindberg einen kompletten Medaillensatz gewinnen. Neben Silber über 100 m Freistil, gewann er Gold mit der 4 × 200-m-Freistilstaffel und Bronze mit der 4 × 100-m-Freistilstaffel.
Bei den Olympischen Sommerspielen 1964 belegte Lindberg über Wettkampf über 100 m Freistil Platz 10 und wurde mit der schwedischen Staffel über 4 × 200 m Freistil Fünfter.
Während seiner Karriere stellte Lindberg zwei europäische Rekorde über 100 m Freistil auf.